# Fundusz na rzecz Sprawiedliwej Transformacji
Fundusz na rzecz Sprawiedliwej Transformacji – instrument finansowym w ramach Polityki spójności Unii Europejskiej służący zapewnieniu wsparcia obszarom borykającym się z wyzwaniami społeczno-gospodarczymi wynikającymi z transformacji w dążeniu do osiągnięcia neutralności klimatycznej. Według swoich założeń fundusz ma działać na zasadzie udzielania dotacji w celu wsparcia transformacji w obszarach Unii Europejskiej, które polegają gospodarczo na przemyśle o wysokiej intensywności emisji dwutlenku węgla, wydobyciu węgla kamiennego lub brunatnego, produkcji torfu czy łupków bitumicznych. Fundusz ten ma ułatwić wdrażanie programu Europejskiego Zielonego Ładu, którego celem jest osiągnięcie neutralności klimatycznej Unii Europejskiej do 2050 roku. 
Całkowity budżet Funduszu na rzecz Sprawiedliwej Transformacji na lata 2021–2027 wynosi 17,5 mld Euro.

## Cele
Fundusz na rzecz Sprawiedliwej Transformacji został utworzony jako narzędzie do wspierania obszarów najbardziej dotkniętych skutkami transformacji w dążeniu do osiągnięcia neutralności klimatycznej oraz zapobiegania wynikającego z tego pogłębiania dysproporcji regionalnych. Jego główne cele to łagodzenie skutków transformacji poprzez finansowanie dywersyfikacji i modernizacji lokalnej gospodarki oraz łagodzenie negatywnych skutków dla zatrudnienia spowodowanych likwidacją miejsc pracy w branżach przyczyniających się do wysokiej emisji dwutlenku węgla. Aby osiągnąć ten cel, fundusz wspiera inwestycje w dziedzinach takich jak łączność cyfrowa, czyste technologie energetyczne, redukcja emisji, regeneracja terenów przemysłowych, przekwalifikowanie pracowników i pomoc techniczna.

## Podział wsparcia z funduszu
Aby uzyskać dostęp do wsparcia z funduszu, państwa członkowskie muszą przedstawić terytorialne plany sprawiedliwej transformacji. W planach tych określają konkretne obszary interwencji w oparciu o gospodarcze i społeczne skutki transformacji. Plany te muszą w uwzględniać spodziewaną utratę miejsc pracy i transformację procesów produkcyjnych zakładów przemysłowych o najwyższej intensywności emisji gazów cieplarnianych.
Poziom unijnego współfinansowania projektów jest ustalany w zależności od kategorii regionu, w którym realizowane są te projekty. Dla regionów słabiej rozwiniętych ustala się go na poziomie maksymalnie 85%, dla regionów w okresie przejściowym na poziomie 70% i dla regionów lepiej rozwiniętych – 50%. Państwa członkowskie, które nie zobowiązały się jeszcze do realizacji celu, jakim jest osiągnięcie neutralności klimatycznej do 2050 r., otrzymają 50% planowanego przydziału środków. 